# ザ・サマーズ
ザ・サマーズ（The Sommers）は、1967年に結成されたグループ・サウンズのバンド。1970年頃に解散。

## メンバー
- 橋アキラ（ボーカル）のちにジャガーズに参加。
- 寺内英雄（ボーカル）
- 北順（ギター）のちにニュー・ダイナマイツに参加。
- 塩川輝雄（ベース）※初期および末期 別名・塩川銀次、のちにニュー・ダイナマイツ、チャコとヘルス・エンジェルに参加。
- 沢ケンジ（ベース）※中期
- 牧ツトム（ドラムス）のちにジャガーズ、チャコとヘルス・エンジェルに参加。
- 井上マサシ（オルガン）

## 概要
1967年、北海道・室蘭で結成。1968年春に自主制作で作ったシングルがきっかけで日本コロムビアに認められ、1968年10月、傘下のDENONレーベル第一回発売として「たった一言」でメジャーデビュー。地元を中心に約5千枚を売り上げ、オリコンの96位にランクインした。
解散後、橋と牧はジャガーズ、北と塩川は元ダイナマイツの瀬川洋、野村光朗らと共にニュー・ダイナマイツに参加。
2007年8月には塩川を中心に再結成している。
2013年12月に発売されたCD「GSガレージ・パラダイス」に、1968年に録音されながらも未発表だった2曲が初収録された。

## ディスコグラフィー

### シングル
- 朝から晩まで / あなたのそばが（1968年）自主制作 日本コロムビア PES-7068
- たった一言 / 今も…（1968年10月）オリコン96位 日本コロムビア CD-2
- 悲しみの跡 / 恋の終わりが好きさ（1969年3月） 日本コロムビア CD-18

### オムニバスアルバム
- GSガレージ・パラダイス （2013年12月18日）日本コロムビア COCP38371（2曲収録「ロンリーガール」,「二人の愛」）